# Acontia niphogona
Acontia niphogona là một loài bướm đêm trong họ Noctuidae.